# Hakkas kyrka
Hakkas kyrka är en kyrkobyggnad i Hakkas. Den tillhör Gällivare församling i Luleå stift. Kyrkan var församlingskyrka i den förutvarande Hakkas församling 1962–2009.

## Kyrkobyggnad
Kyrkan är uppförd 1956 efter ritningar av arkitekt Georg Rudner. Byggnaden har en stomme av tegel och består av långhus med kor i öster och torn i väster. Norr om koret finns en utbyggd sakristia. Kyrkorummet har vitputsade väggar och golv belagt med rött tegel. I koret finns en altarväggmålning av Simon Sörman.

## Inventarier
- Den femsidiga dopfunten är av svartpolerad sten.

### Orgel
- Den nuvarande orgeln är byggd 1960 av Grönlunds Orgelbyggeri i Gammelstad och är en mekanisk orgel.

| Huvudverk I   | Bröstverk II      | Pedal         | Koppel |
| Rörflöjt 8'   | Gedackt 8´        | Subbas 16´    | I/P    |
| Principal 4'  | Rörflöjt 4'       | Gedackt 8´    | II/P   |
| Spetsflöjt 4' | Principal 2'      | Nachthorn 4´  | II/I   |
| Waldflöjt 2'  | Nasat 1 1/3'      | Kvintadena 2' |        |
| Mixtur III-IV | Cymbel III        |               |        |
|               | Regal 8'          |               |        |
|               | Tremulant         |               |        |
|               | Crescendosvällare |               |        |

#### Diskografi
Inspelningar av musik framförd på kyrkans orgel.
- Orgel i norr / Wallenström, Bruno, orgel. CD. Peroas Records PACD005. 2007.